# ستيف كامبل (تنس)
ستيف كامبل (بالإنجليزية: Steve Campbell)‏ مواليد 22 أكتوبر 1970 في نيويورك، هو لاعب كرة مضرب أمريكي سابق بدأ مسيرته كمحترف سنة 1993 وكان يلعب باليد اليمنى. أعلى تصنيف له في الفردي كان المركز الـ 78 في سنة 1998. أعلى تصنيف له في الزوجي كان المركز الـ 184 في سنة 1996.

## النهائيات

### الزوجي: 1 (0–1)
| الحصيلة | الرقم | السنة | الدورة           | الأرضية | الشريك        | المنافس في النهائي    | النتيجة في النهائي |
| ------- | ----- | ----- | ---------------- | ------- | ------------- | --------------------- | ------------------ |
| الوصافة | 1.    | 1995  | بوغوتا، كولومبيا | ترابية  | مالفاي واشنطن | جيري نوفاك ديفيد ريكل | 6-7, 2-6           |

## روابط خارجية
- ستيف كامبل على موقع رابطة محترفي التنس (الإنجليزية)
- ستيف كامبل على موقع الاتحاد الدولي لكرة المضرب (الإنجليزية)
- ستيف كامبل على موقع خلاصة التنس.كوم (الإنجليزية)